# Maribel Guardia
Maribel del Rocío Fernández Guardia (San José, 29 de maio de 1959), mais conhecida como Maribel Guardia, é uma atriz e cantora costarriquenha naturalizada mexicana.

## Filmografia

### Televisão
- Corona de lagrimas 2 (2022-2023).... Julieta Vásquez de Pantocha
- Te doy la vida (2020) .... Silvia
- Muchacha italiana viene a casarse  (2014-2015) .... Julieta Michel
- Corona de Lágrimas (2012-2013).... Julieta Vásquez de Rochas
- Una familia con suerte  (2011-2012).... Isabella Ruiz
- Niña de mi corazón (2010).... Pilar Alarcón de Arrioja
- Al diablo con los guapos (2007-2008 ).... Rosario Ramos/Rosella di Yano
- Muchachitas como tú (2007).... Ela Mesma
- Misión S.O.S aventura y amor  (2004).... Ximena Aranda
- Amigas y rivales (2001)
- Aventuras en el tiempo (2001).... Flor del Huerto
- Amigos por Siempre  (2000).... Lizel
- Serafín (1999).... Carmen
- El privilegio de amar  (1998-1999)
- Tú y yo (1996) .... Estela Díaz-Infante
- Prisionera de amor  (1994) .... Cristina
- Seducción (1986) .... Marina

### Cinema
- Reclusorio III (1999)
- Los cómplices del infierno (1995)
- A ritmo de salsa (1994)
- La pura (1994).... Pura
- Le pegaron al gordo (La Lotería II) (1994)
- El asesino del zodiaco (1993).... Lisa
- Aquí, el que no corre...vuela (1992)
- Filtraciones (1992)
- El jinete de la divina providencia (1991)
- Mujer de cabaret (1991)
- Perseguida (1991)
- Dónde quedó el colorado (1991)
- Muerto al hoyo... y el vivo también (1990)
- El inocente y las pecadoras (1990)
- El cuatrero (1989)
- Rey de los taxistas (1989)
- A garrote limpio (1889)
- Furia en la sangre (1988)
- Ser charro es ser Mexicano (1987)
- El gato negro (1987)
- Ases del contrabando (1987)
- Las traigo muertas (1987)
- Relámpago (1987).... Monica
- La alacrana (1986)
- Matanza en Matamoros (1986)
- Un hombre violento (1986).... Lucía Castillano
- De todas... todas! (1985)
- Contrato con la muerte (1985)
- Terror y encajes negros (1985).... Isabel Martínez
- La pulquería ataca de nuevo (1985).... Querida
- Vuelven los pistoleros famosos III (1985)
- Pedro Navaja (1984).... Rosa
- Macho que ladra no muerde (1984)
- La muerte cruzó el río Bravo (1984).... Cristina
- Pistoleros famosos II (1983)
- Juan Charrasqueado y Gabino Barrera, su verdadera historia (1982)
- El bronco (1982)
- Como México no hay dos (1981)